# Nhạn hang động
Nhạn hang động, tên khoa học Petrochelidon fulva, là một loài chim trong họ Hirundinidae.